# Ивайло (опера)
Вижте пояснителната страница за други значения на Ивайло.
„Ивайло“ е опера, композирана от българския композитор Марин Големинов. Посветена е на българския цар Ивайло.

## Действащи лица
- Ивайло – овчар, войвода на селското въстание, български цар (бас-баритон)
- Мария – българска царица (мецосопран)
- Кремена – жена на Ивайло (сопран)
- Андроник – византиец, придворен на царицата (тенор)
- Тертер – велик болярин (тенор)
- Годеслав – болярин (баритон)
- Добрил – болярин (бас)
- Грудо (тенор)
- Дядо Продан – гуслар (тенор)
- Отец Серафим – игумен (тенор)
- Вихър – другар и помощник на Ивайло (тенор)
- Млада жена на Вихър (сопран)
- Ефросина, придворна на Мария (сопран)

## История около операта
Това е първата опера на Марин Големинов, който вече си е спечелил национална и международна известност с танцовата си драма „Нестинарка“. Идеята за създаването на музикално-сценичната творба върху сюжет от живота и делото на Ивайло – една от най-необикновените и силни личности в историческото ни минало, се заражда у композитора през 1950 г., когато прави нова редакция и оркестрация на увертюрата „Ивайло“ от Добри Христов. Композиторът се свързва с поетесата Магда Петканова за написване на либретото и започва работа над операта си. Междувременно му възлагат написването на музика за постановката на драмата „Ивайло“ от Иван Вазов, която се играе в Народния театър и разбира, че сюжетът е по-въздействащ. Затова се обръща към Магда Петканова с молба да пренапише либретото, вече по драмата на Вазов.

## Премиера
Операта „Ивайло“ е изнесена за първи път на 13 февруари 1959 г. на сцената на Софийската народна опера под диригентството на Асен Найденов, а постановката е на Драган Кърджиев. В ролята на Ивайло е Павел Герджиков, в ролята на Кремена – Катя Попова, царица Мария е Надя Афеян. „Ивайло“ се играе на Софийска сцена в продължение на 10 години.
През 1979 година се прави нова постановка – в Пловдивската опера, която, по думите на Марин Големинов, е „по-динамизирана, по-тревожна, повече приковава вниманието“.

## Представления извън България
Операта „Ивайло“ е поставена от операта в град Котбус (тогава в ГДР), а постановката на Софийската опера има успешни гастроли в Будапеща.

## „Сцена на вековете“, Велико Търново
През 1985 година операта „Ивайло“ има своята грандиозна постановка историческия хълм Царевец във Велико Търново по повод отбелязването на 800-годишнината от въстанието на болярите Асен и Петър срещу византийската власт и създаването на Второто българско царство (1185 г. – 1393 г.) Постановката е на Пламен Карталов, диригент е авторът, в ролята на Ивайло е Орлин Павлов, а неговата любима Кремена се изпълнява от неговата съпруга и в живота Тиха Генова. Четирите спектакъла са посетени от над 15 000 зрители – нещо невиждано в България дотогава. С постановката на „Ивайло“ се поставя началото на съществуващия и до днес фестивал „Сцена на вековете“.